# Argavand (Armavir)
Argavand (in armeno Արգավանդ?, fino al 1947 Uzunoba) è un comune dell'Armenia di 2 471 abitanti (2008) della provincia di Armavir.